# Julita (Leyte)
Julita est une municipalité de la province de Leyte, aux Philippines.